# ائیریوخشت
ائیریُوخشتَ نام کوهی است که آرش کمانگیر از آن به‌طرف کوه خوانونت تیر پرتاب کرد. محل این کوه امروزه به‌درستی معلوم نیست ولی برخی از پژوهشگران آن را در آمویه (چهارجوی نزدیک جیحون) و بعضی در طبرستان دانسته‌اند. 